# Rhaphidohelix
Rhaphidohelix, en ocasiones erróneamente denominado Raphidohelix, es un género de foraminífero bentónico de estatus incierto, aunque considerado un sinónimo posterior de Trochammina de la subfamilia Trochammininae, de la familia Trochamminidae, de la superfamilia Trochamminoidea, del suborden Trochamminina, y del orden Trochamminida. Su especie tipo es Rhaphidohelix elegans. Su rango cronoestratigráfico abarca el Holoceno.

## Discusión
Clasificaciones previas incluían Rhaphidohelix en el suborden Textulariina del orden Textulariida. Otras clasificaciones lo han incluido en el orden Lituolida.

## Clasificación
Rhaphidohelix incluía a la siguiente especie:
- Rhaphidohelix elegans